# Csincsung
Csincsung (egyszerűsített kínai írással: 晋中市, pinjin: Jìnzhōng Shì) prefektúra szintű város Kínában, Sanhszi tartományban. Lakosainak száma 3 379 498 fő (2020).

## Népesség
| 2010 | 3 249 425 |
| 2020 | 3 379 498 |

## Híres személyek
- Itt született Szun Pao-csie kínai labdarúgó-játékvezető.